# 矢数浩
矢数 浩（やす ひろし、1933年（昭和8年）3月14日 - 2018年（平成30年）1月4日）は、日本の政治家。茨城県常陸大宮市長（1期）。

## 来歴
茨城大学文理学部卒。茨城県農業協同組合中央会に勤務し、1971年那珂郡大宮町（現・常陸大宮市）議会議員に当選。同副議長、議長などを経て、1988年同町長に当選。合併するまで5期務めた。2004年に大宮町は近隣の4町村を編入し、改称し常陸大宮市が発足。矢数は初代市長に就任した。常陸大宮市長を1期務め、2008年に退任した。2010年秋の叙勲で旭日小綬章受章。2018年1月4日死去、84歳。死没日をもって従五位に叙される。